# Джон Съдърланд
Джон Андрю Съдърланд (на английски: John Andrew Sutherland) е английски литературен критик и историк, почетен професор по съвременна английска литература в Университетски колеж Лондон.

## Биография
Роден е на 9 октомври 1938 г. След като получава магистърска степен в Лестърския университет през 1964 г., Съдърланд започва академичната си кариера като асистент в Единбургския университет. Специализира в областта на Викторианската проза, литературата на 20 век и историята на книгоиздаването.
Водещ е на критическа колонка върху съвременната художествена проза в Гардиан. Автор е на рецензии и критически статии също в London Review of Books и в New Statesman.